# ماينارد (ماساتشوستس)
ماينارد (بالإنجليزية: Maynard, Massachusetts)‏ هي بلدة أمريكية تقع في الولايات المتحدة في مقاطعة ميدلسيكس (ماساشوستس). يقدر عدد سكانها بـ 10,106 نسمة ومساحتها 13.9 كم2 وترتفع عن سطح البحر 57 متر.

## أعلام
- فرانك موراي
- ريد فلاهرتي